# 함안군
함안군(咸安郡)은 대한민국 경상남도 중앙에 있는 군이다. 동쪽으로 창원시 의창구, 서쪽으로 진주시, 남쪽으로 창원시 마산합포구, 마산회원구, 북쪽으로 의령군, 창녕군과 맞닿아 있다. 경상남도 군 지역 인구 1위인 동시에 군청 소재지는 가야읍이고, 행정구역은 2읍 8면 255개리 930개반이다. 과거 아라가야가 위치해 있었다.

## 역사
| Daedongyeojido (Gyujanggak) 18-03.jpg | Daedongyeojido (Gyujanggak) 18-02.jpg |
| Daedongyeojido (Gyujanggak) 19-03.jpg | Daedongyeojido (Gyujanggak) 19-02.jpg |

- 1172년 함안현
- 1373년 함안군으로 승격
- 1506년 함안도호부로 승격
- 1895년 진주부 함안군으로 개편
- 1896년 경상남도 함안군으로 개편
- 1908년 칠원군 편입
- 1914년 4월 1일 상사면(上寺面), 상봉면(上奉面), 하봉면(下奉面)을 진주군으로 편입하였다.

| 조선총독부령 제111호 |             |                                                                                |
| 구 행정구역 | 신 행정구역 | 신 행정구역                                                                    |
| 함안군 산내면(山內面) 북외리/괴항리 일부, 대사동리/동지산리, 동촌리/서촌리/정동리/(상리면)남내리 일부/남외리 일부 | 읍내면      | 괴산리, 대산리, 북촌리                                                         |
| 함안군 상리면(上里面) 강지리/장명리, 신교리/구교리/남내리 일부/남외리 일부, 하파리/파수리/남내리 일부 | 읍내면      | 강명리, 봉성리, 파수리                                                         |
| 함안군 산외면(山外面) 검암리 일부/(안인면)송정리 일부, 광정리 일부/말산리 일부/(우곡면)도항리 일부/(산내면)괴항리 일부/(상리면)남내리 일부, 말산리 일부/검암리 일부 | 가야면      | 검암리, 광정리, 말산리                                                         |
| 함안군 우곡면(牛各面) 도항리 일부/(산외면)말산리 일부/광정리 일부, 신촌리/도음리 일부, 혈곡리, 춘곡리 | 가야면      | 도항리, 신음리, 혈곡리, 춘곡리                                                 |
| 함안군 백사면(白沙面) 가야리 일부/내동리 일부/(우곡면)도음리 일부, 묘동리/장명리/가야리 일부, 내동리 일부 | 가야면      | 가야리, 묘사리, 사내리                                                         |
| 함안군 마륜면(馬輪面) 우거리 일부/외동리 일부, 내동리, 외동리 일부, 외동리 일부/주물리 | 법수면      | 우거리, 윤내리, 윤외리, 주물리                                                 |
| 함안군 대산면(大山面) 황사리 일부/강주리 일부, 내송리/외송리 일부/(마륜면)우거리 일부, 예산리 일부/백사정리 일부/외송리 일부, 예산리 일부/백사정리 일부, 황사리 일부/백사정리 일부 | 법수면      | 강주리, 대송리, 백산리, 사정리, 황사리                                         |
| 함안군 산익면(山翼面) 모서리/모동리, 산촌리 일부/신당리, 입곡리 | 산인면      | 모곡리, 신산리, 입곡리                                                         |
| 함안군 안인면(安仁面) 내동리/송동리 일부/부봉리 일부/(외대산면)산서리 일부/(산외면)검암리 일부, 송정리 일부, 운곡리/부봉리 일부/(외대산면)옥지리 일부 | 산인면      | 내인리, 부봉리, 송정리, 운곡리                                                 |
| 함안군 안도면(安道面) 대동리/덕촌리 일부/(산족면)하림리 일부, 중촌리/유암리 일부/(남산면)소포리 일부 | 군북면      | 덕대리, 중암리                                                                 |
| 함안군 대곡면(大谷面) 신창리/동촌리/(안도면)덕촌리 일부, 평관리/명동리, 사랑리/신촌리, 오곡리 | 군북면      | 동촌리, 명관리, 사촌리, 오곡리                                                 |
| 함안군 남산면(南山面) 봉남리/소포리 일부/(안도면)유암리 일부, 남현리/유전리/장명리 일부/(대산면)강주리 일부, 지동리/장명리 일부 | 군북면      | 소포리                                                                         |
| 함안군 남산면(南山面) 봉남리/소포리 일부/(안도면)유암리 일부, 남현리/유전리/장명리 일부/(대산면)강주리 일부, 지동리/장명리 일부 | 죽남면      | 유현리, 장지리                                                                 |
| 함안군 죽산면(竹山面) 사도곡리 일부, 모로곡리, 월촌리/사도곡리 일부 | 죽남면      | 사도리, 모로리, 월촌리                                                         |
| 함안군 산족면(山足面) 박곡리 일부, 수곡리/박곡리 일부/영운리 일부, 영운리 일부/궁말리 일부, 원북리/하림리 일부, 하림리 일부/궁말리 일부/신동리 | 죽남면      | 박곡리, 수곡리, 영운리, 원북리, 하림리                                         |
| 함안군 병곡면(竝谷面) 내동리, 외동리/개암리, 주동리, 주서리 | 여항면      | 내곡리, 외암리, 주동리, 주서리                                                 |
| 함안군 비곡면(比谷面) 고사리/금암리 일부/(마산부 양전면)봉암리 일부, 둔덕리/옥방리, 평암리 | 여항면      | 고사리, 금암리, 여항양리, 평암리                                               |
| 함안군 내대산면(內代山面) 구혜리 일부/취무리 일부, 대사리, 목지리/부촌리, 평림리/취무리 일부/(외대산면)옥지리 일부, 대암리/장포리 | 대산면      | 구혜리, 대사리, 부목리, 평림리, 장암리                                         |
| 함안군 외대산면(外代山面) 산서리 일부, 서촌리/동촌리/(내대산면)취무리 일부, 옥지리 일부/이렬리, 하평리/기동리/(내대산면)구혜리 일부 | 대산면      | 산서리, 서촌리, 옥렬리, 하기리                                                 |
| 함안군 칠서면(漆西面) 용성리 일부/무릉리 일부, 용중리/용동리/용성리 일부, 무릉리 일부/내내리 일부/대치리 일부, 대치리 일부/내내리 일부, 강태리/이곡리, 구포리 일부, 안기리 일부/신산리 일부/회문리 일부, 무릉리 일부/안기리 일부/신산리 일부, 천계리/무릉리 일부                                                                     | 칠서면      | 용성리, 이룡리, 계내리, 대치리, 태곡리, 구포리, 회산리, 무릉리, 천계리(天界里) |
| 함안군 칠북면(漆北面) 화천리/남양리 일부/검단리 일부/(칠서면)구포리 일부, 덕촌리/남양리 일부, 영동리(靈東里)/영서리, 봉계리/(영산군 길곡면)사촌리, 검단리 일부, 가동리/어연리, 동태리/영동리(榮東里), 운동리 일부/운서리 일부/(칠원면)죽청리, 덕암리/운동리 일부/운서리 일부                                                         | 칠북면      | 화천리, 덕남리, 이령리, 봉촌리, 검단리, 가연리, 영동리, 운서리, 운곡리         |
| 함안군 칠원면(漆原面) 장암리, 유중리/유상리 일부/오리 일부, 부곡리/오리 일부/유상리 일부/용전리 일부/(마산부 내서면)예곡리 일부, 용전리 일부/(마산부 내서면)예곡리 일부, 양정리 일부/유상리 일부/용전리 일부, 서상리/용산리/양정리 일부/유상리 일부/(칠서면)회문리 일부/신산리 일부, 덕산리/남구리/구성리/양정리 일부, 무부리/용곡리 | 칠원면      | 장암리, 유원리, 오곡리, 예곡리, 용정리, 용산리, 구성리, 무기리                 |
- 1918년 읍내면(邑內面)을 함안면으로 개칭하였다.
- 1933년 1월 1일 죽남면(竹南面)을 군북면으로 합면하였다.[3] (10면)
- 1954년 11월 12일 군청을 함안면에서 가야면으로 이전하였다.[4]
- 1971년 5월 10일 여항면에 산서(山西)출장소가 설치되었다.
- 1973년 7월 1일 대산면 산서리가 가야면에 편입되었다.
- 1979년 5월 1일 가야면을 가야읍으로 승격하였다.[5] (1읍 9면)
- 1983년 2월 15일 칠북면 운서리와 운곡리가 칠원면에 편입되었다.
- 1989년 1월 1일 여항면 산서출장소가 의창군(지금의 창원시) 진전면으로 편입되었다.
- 2007년 5월 1일 : 칠서면 천계리(天界里)가 청계리(淸溪里)로 명칭 변경[6]
- 2015년 1월 1일 칠원면을 칠원읍으로 승격하였다.[7] (2읍 8면)

## 행정 구역
함안군의 행정 구역은 2읍 8면, 247개리 859반으로 구분되며, 면적은 416.8km2로 경상남도의 3.9%를 차지한다. 인구는 2017년 4월말 기준으로 31,187세대, 68,740명이고, 28.5%가 가야읍에, 30.4%가 칠원읍에 거주한다. 과거 인구 최고치는 125,636명이었다.
| 읍·면  | 한자   | 세대   | 인구   | 면적   | 함안군 지도 |
| ------ | ------ | ------ | ------ | ------ | ----------- |
| 가야읍 | 伽倻邑 | 8,312  | 19,604 | 41.21  |             |
| 칠원읍 | 漆原邑 | 8,040  | 20,912 | 50.59  |             |
| 함안면 | 咸安面 | 1,344  | 2,539  | 28.92  |             |
| 군북면 | 郡北面 | 3,570  | 6,765  | 80.46  |             |
| 법수면 | 法守面 | 1,840  | 3,164  | 34.61  |             |
| 대산면 | 代山面 | 2,097  | 3,791  | 47.55  |             |
| 칠서면 | 漆西面 | 2,883  | 6,041  | 35.95  |             |
| 칠북면 | 漆北面 | 1,162  | 2,120  | 32.31  |             |
| 산인면 | 山仁面 | 1,441  | 2,872  | 36.86  |             |
| 여항면 | 艅航面 | 498    | 932    | 28.34  |             |
| 함안군 | 咸安郡 | 31,187 | 68,740 | 416.89 |             |

## 군청
- 현재 함안군청은 경상남도 함안군 가야읍에 위치하고 있다.

## 교육 기관
- 고등학교

|  | - 함안고등학교 | - 명덕고등학교 | - 군북고등학교 | - 경남로봇고등학교 | - 칠원고등학교 |  |

- 중학교

|  | - 함안중학교 | - 호암중학교 | - 함안여자중학교 | - 군북중학교 |  |

- 초등학교

|  | - 가야초등학교 | - 아라초등학교 | - 중앙초등학교 | - 함안초등학교 | - 군북초등학교 | - 월촌초등학교 |  |

## 교통
- 대표적인 간선도로로 군북면과 가야읍, 산인면을 잇는 함안대로가 있다.
- 함안시외버스터미널에서 일부 공영버스 및 경전여객 시외버스를 이용할 수도 있다.
- 버스는 경전여객(경전고속)의 '함안농어촌버스'가 운행 중이며, 일부는 공영버스도 운행중이다. 이전에는 시외버스도 운행하였다.
- 함안역은 과거 새마을호가 정차할 정도로 수요가 어느 정도 있는 편이다. 진주반복 새마을호가 마산으로 단축되면서 무궁화호만 정차하였으나 경전선이 복선전철화되면서 2012년 12월 5일부터 다시 새마을호가 정차하며 2015년 4월 1일까지 KTX가 1일 4회(상하행 각 2회)정차했었다.

### 버스
- 농어촌버스 : 함안군의 농어촌버스
- 시외버스 : 함안시외버스터미널

### 철도
- 함안역
- 군북역
- 원북역 (경전선 복선전철화에 따라 2012년 10월 23일 폐지)

## 자매결연도시
함안군이 자매결연을 맺은 도시는 대한민국 도시 2개(전라남도 장성군, 서울 강서구), 대한민국 외 도시 3개[중화인민공화국 요녕성 요양시 요양현(랴오닝성 랴오양시 랴오양현), 몽골 울란바타르시 항올구, 일본 아이치현 이누야마시]가 있다.
| 함안군의 대한민국 자매결연도시(2개)    | 함안군의 대한민국 자매결연도시(2개)       | 함안군의 대한민국 자매결연도시(2개) |
| 결연일                                 | 이름                                      | 비고                                |
| -------------------------------------- | ----------------------------------------- | ----------------------------------- |
| 1998. 11. 5.                           | 전라남도 장성군                           | [ 12 ]                              |
| 2008. 1. 30.                           | 서울특별시 강서구                         | [ 12 ]                              |
|                                        |                                           |                                     |
| 함안군의 대한민국 외 자매결연도시(3개) |                                           |                                     |
| 결연일                                 | 이름                                      | 비고                                |
| 2005. 5. 20.                           | 중화인민공화국 랴오닝성 랴오양시 랴오양현 | 요녕성 요양시 요양현                |
| 2011. 7. 10.                           | 몽골 울란바타르시 항올구                  | [ 11 ]                              |
| 2014. 2. 18.                           | 일본 아이치현 이누야마시                  | [ 11 ]                              |

## 같이 보기
- 함안군의 지질
- 경상 누층군 함안층
- 대한민국의 지리